# Ли Сючэн
Ли Сючэн (кит. трад. 李秀成, пиньинь Lǐ Xiùchéng; 1823[…], Тэнсянь, Гуанси-Чжуанский автономный район — 7 августа 1864, Цзяннин) — знаменитый военачальник Тайпинского государства. Во время восстания дослужился до звания маршала с титулом верного князя (чжун-ван). После смерти основателя тайпинского движения Хун Сюцюаня командовал защитниками повстанческой столицы Нанкина до её падения. После побега из города был схвачен цинскими войсками и казнён. Показания Ли Сючэна цинскому следствию являются ценным источником изучения тайпинского восстания.

## Биография
Ли Сючэн происходил из бедной семьи из горной провинции Гуанси. Его семья существовала за счет ведения натурального хозяйства и сжигания древесного угля. Ли Сючэн в молодости был неграмотным. В 1851 году он присоединился к движению тайпинов. Его младший двоюродный брат также присоединился к тайпинам и, как и Ли Сючэн, добился статуса генерала и князя.
С начала восстания до 1860 года прошёл все ступени армейской службы и стал командующим армией. Руководил тайпинскими соединениями и армиями в победоносных сражениях при Тунчэне (1856), Саньхэ (1858), деблокаде Нанкина (1860). Хун Сюцюань удостоил его титула чжун-вана (верного князя) и приблизил к себе. 
С мая 1860 года руководил Восточным походом тайпинов, после неуспеха которого стал ярым противником иностранных держав. Неудачно руководил своей армией во время второго Западного похода на Ухань (1860-61). В 1862 году не смог взять Шанхай, удержать Нинбо, но ему удалось отразить атаку цинской армии и иностранных наемников возле Цинпу. Осенью 1862 года с армией в 200 000 человек, пытаясь снять блокаду с Нанкина, потерпел поражение при Юхуатае. 
К концу 1863 года Ли Сючэн оставался единственным из военачальников тайпинов, кто мог ещё влиять на Хун Сюцюаня, поэтому пытался убедить вождя тайпинов покинуть столицу, поскольку считал ее оборону невозможной. План был отвергнут Хун Сюцюанем, верившим в свою божественную миссию. 
В безнадежной в военном отношении ситуации Ли Сючэн руководил последней обороной Нанкина. Предпринял попытку прорыва, чтобы спасти наследника тайпинского престола Хун Тяньгуйфу, но во время бегства отделился от последнего и 22 июня был предан крестьянами и схвачен цинскими солдатами. Под наблюдением Цзэн Гоцаня и Цзэн Гофаня был подвергнут пыткам и дал подробное признание, которое в отредактированном виде было отправлено в имперский суд. Вопреки императорскому приказу, Ли Сючэн не был доставлен в Пекин живым, а был казнен на месте по приказу Цзэн Гофаня. 